# Emlékeztető
Az emlékeztető (franciául aide-memoire, latinul pro memoria) a diplomáciai érintkezés egyik írásos formája. Sajátos formája a non-paper. Szorosabban kapcsolódik a személyes tárgyalásokhoz, mint a memorandum.

## Tartalma
Általában a személyes tárgyalások során adja át a nagykövet vagy a beosztott diplomata a fogadó ország külügyminisztériumában, az általa elmondottak írásbeli, de formai kötöttségek nélküli rögzítése érdekében. A tárgyalópartnert mentesíti az alól, hogy jegyzetelje az elhangzott számokat, adatokat.
A non-paper inkább a multilaterális tárgyalásokon köröztetett, egy vagy több ország által készített informális tervezetek elnevezése. Ezek célja, hogy megkönnyítsék az esetleg megrekedt tárgyalásokon az előrelépést, anélkül, hogy megfogalmazói teljes mértékben elköteleznék magukat a non-paperben foglalt javaslatok mellett. 